# Macierzysz (gromada)
Macierzysz – dawna gromada, czyli najmniejsza jednostka podziału terytorialnego Polskiej Rzeczypospolitej Ludowej w latach 1954–1972.
Gromady, z gromadzkimi radami narodowymi (GRN) jako organami władzy najniższego stopnia na wsi, funkcjonowały od reformy reorganizującej administrację wiejską przeprowadzonej jesienią 1954 do momentu ich zniesienia z dniem 1 stycznia 1973, tym samym wypierając organizację gminną w latach 1954–1972.
Gromadę Macierzysz z siedzibą GRN w Macierzyszu utworzono – jako jedną z 8759 gromad na obszarze Polski – w powiecie pruszkowskim w woj. warszawskim, na mocy uchwały nr VI/10/15/54 WRN w Warszawie z dnia 5 października 1954. W skład jednostki weszły obszary dotychczasowych gromad Bronisze, Jawczyce, Macierzysz, Piotrkówek i Piotrkówek Wielki oraz wieś Wieruchów i przysiółek Strzykuły z dotychczasowej gromady Wieruchów ze zniesionej gminy Ożarów a także obszar dotychczasowej gromady Szeligi ze zniesionej gminy Babice Stare w tymże powiecie. Dla gromady ustalono 17 członków gromadzkiej rady narodowej.
Gromadę zniesiono 31 grudnia 1959, a jej obszar włączono do gromady Ożarów Wieś w tymże powiecie.